# تنهای تنهای تنها
تنهای تنهای تنها فیلمی ایرانی به کارگردانی احسان عبدی‌پور است که اولین بار در بهمن ۱۳۹۱ به نمایش درآمد.

## داستان
این فیلم داستان پسربچه‌ای است که راهی سازمان ملل می‌شود تا پیام صلح ایرانیان را به رئیس‌جمهورهای جهان برساند و همچنین از حقوق کشورش دفاع کند. البته صحنه حضور وی در سازمان ملل به نمایش درنمی‌آید بلکه بیانیه وی خطاب به خانواده‌اش و دوستانش توسط وی در فیلم خوانده می‌شود.

## بازیگران
| بازیگر          | نقش   | توضیحات               |
| --------------- | ----- | --------------------- |
| میثم فرهومند    | رنجرو | نقش اصلی              |
| آرمن هوانسیان   | اولگ  | دوست روس رنجرو        |
| آنا پانوسیان    | -     | رنجرو خاله صداش میکرد |
| تیگران خزمالیان | -     | پدر اولگ              |
| عباس باک        | -     | -                     |
| ابراهیم تمهید   | -     | -                     |
| عباس جوادی      | -     | -                     |
| حسین قفلی       | -     | -                     |
| محسن مکاری      | -     | -                     |
| غلامرضا فرح‌زاده | -     | -                     |

## جوایز
دریافت جایزه خلاقیت و استعداد درخشان ویژه فیلمسازان اول، توسط احسان عبدی پور، در جشن انجمن منتقدان سینمای ایران در سال ۱۳۹۲.